# Pristimantis briceni
Pristimantis briceni é uma espécie de anfíbio  da família Craugastoridae. É endémica da Venezuela. Os seus habitats naturais são: florestas subtropicais ou tropicais húmidas de baixa altitude, regiões subtropicais ou tropicais húmidas de alta altitude e campos de altitude subtropicais ou tropicais.